# Galepsus angolensis
Galepsus angolensis es una especie de mantis de la familia Tarachodidae.

## Distribución geográfica
Se encuentra en Angola, Mozambique y Transvaal en (Sudáfrica).